# Álvaro González
Artikeln följer den spanska namnseden; faderns efternamn är González och moderns efternamn Luengo.
Álvaro Rafael González Luengo, född 29 oktober 1984 i Sarandi Grande, Florida, är en uruguayansk fotbollsspelare. Han är mittfältare och spelar för La Luz i Uruguay.

## Klubbkarriär

### Klubbstatistik
| Klubb                                                 | Säsong            | Inhemsk liga      | Inhemsk liga | Inhemsk liga | Nat. täv. | Nat. täv. | Internat. täv. | Internat. täv. | Totalt | Totalt |
| Klubb                                                 | Säsong            | Serie             | SM           | Mål          | SM        | Mål       | SM             | Mål            | SM     | Mål    |
| ----------------------------------------------------- | ----------------- | ----------------- | ------------ | ------------ | --------- | --------- | -------------- | -------------- | ------ | ------ |
| Defensor Sporting                                     | 2003              | 1a División       | 4            | 0            | 0         | 0         | 0              | 0              | 4      | 0      |
| Defensor Sporting                                     | 2004              | 1a División       | 2            | 0            | 0         | 0         | 0              | 0              | 2      | 0      |
| Defensor Sporting                                     | 2005              | 1a División       | 16           | 1            | 0         | 0         | 0              | 0              | 16     | 1      |
| Defensor Sporting                                     | 2005–06           | 1a División       | 25           | 3            | 0         | 0         | 0              | 0              | 25     | 3      |
| Defensor Sporting                                     | Totalt i klubblag | Totalt i klubblag | 47           | 4            | 0         | 0         | 0              | 0              | 47     | 4      |
| Boca Juniors                                          | 2007–08           | 1a División       | 13           | 1            | 0         | 0         | 4+2            | 1+0            | 19     | 2      |
| Boca Juniors                                          | 2008–09           | 1a División       | 20           | 0            | 0         | 0         | 5              | 1              | 25     | 1      |
| Boca Juniors                                          | Totalt i klubblag | Totalt i klubblag | 33           | 1            | 0         | 0         | 11             | 2              | 44     | 3      |
| Nacional                                              | 2009–10           | 1a División       | 15           | 2            | 0         | 0         | 8              | 0              | 23     | 2      |
| Nacional                                              | Totalt i klubblag | Totalt i klubblag | 15           | 2            | 0         | 0         | 8              | 0              | 23     | 2      |
| Lazio                                                 | 2010–11           | Serie A           | 20           | 1            | 3         | 1         | 0              | 0              | 23     | 2      |
| Lazio                                                 | 2011–12           | Serie A           | 31           | 1            | 2         | 0         | 7              | 0              | 40     | 1      |
| Lazio                                                 | 2012–13           | Serie A           | 34           | 1            | 4         | 1         | 11             | 1              | 49     | 3      |
| Lazio                                                 | 2013–14           | Serie A           | 25           | 1            | 1         | 0         | 4              | 0              | 30     | 1      |
| Lazio                                                 | Totalt i klubblag | Totalt i klubblag | 110          | 4            | 10        | 2         | 22             | 1              | 142    | 7      |
| Antal matcher och mål är korrekt per den 26 maj, 2014 |                   |                   |              |              |           |           |                |                |        |        |